# Wölpinghausen
Wölpinghausen är en kommun och ort i Landkreis Schaumburg i förbundslandet Niedersachsen i Tyskland.
Kommunen ingår i kommunalförbundet Samtgemeinde Sachsenhagen tillsammans med ytterligare tre kommuner.